# Lido Sartini
Lido Sartini (Cortona, 28 ottobre 1926 – Camucia, 9 marzo 2007) è stato un ciclista su strada italiano.
Professionista dal 1951 al 1956.

## Carriera
Passò professionista nel 1951, mettendosi in luce con una fuga da lontano nella Milano-Sanremo. Fu un buon gregario e ottenne diversi successi nella categoria indipendenti, nella quale ottenne i risultati più importanti vincendo il Trofeo dell'U.V.I. e per quattro volte il Giro della Valle del Crati.
Partecipò sei volte al Giro d'Italia. Tra i risultati di buon rilievo figurano anche un terzo posto al Giro dell'Emilia 1953 e al Giro dei Quattro Cantoni 1955.
Si ritirò dal mondo delle corse nel 1956.

## Palmarès
- 1949 (dilettanti)

Giro del Casentino
- 1951 (Stucchi & S.S. Tempora, tre vittorie)

Giro delle Alpi Apuane
Giro della Valle del Crati
Giro di Aspromonte
- 1952 (Benotto & Vampire, due vittorie)

Giro della Valle del Crati
Gran Premio di Pontremoli
- 1954 (Bartali, una vittoria)

Giro della Valle del Crati
- 1955 (Arbos, una vittoria)

Giro della Valle del Crati

### Altri successi
- 1950 (dilettanti)

Classifica generale Trofeo dell'U.V.I.

## Piazzamenti

### Grandi giri
- Giro d'Italia

1951: 49º
1952: 52º
1954: ritirato
1955: 56º

### Classiche monumento
- Milano-Sanremo

1951: 10º
1952: 106º
1953: 18º
1954: 78º
- Giro di Lombardia

1951: 16º
1952: 50º
1954: 57º
1955: 11º